# 제이씨케미칼
제이씨케미칼(JC Chemical Corp Ltd)는 대한민국의 팜유 및 대두유 기반의 바이오디젤 기업이다.
육상 운송용 바이오디젤 및 친환경 발전 연료 바이오중유 등을 제조 및 판매한다
본사는 울산광역시 울주군 온산읍 화산1길 70에 위치해 있으며 대표이사는 윤사호이다.
해양수산부의 '항만 내 친환경 선박 연료 실증사업'의 일환으로 폐식용유 약 90만개를 재활용하여 생산된 1,250톤의 바이오디젤을 그린메탄올 이중연료 추진선박에 공급한 적이 있다 바이오연료 정제과정에서 발생하는 부산물도 판매한다

## 상장
2011년 8월 8일에 삼성증권을 주관사로 공모가 7,200원에 상장하였다.

## 같이 보기
- 디에스단석

## 참고 문헌
1. ↑  허민호, 한국IR협의회 기업리서치센터 기업분석보고서- 제이씨케미칼, 2023.11.10[깨진 링크(과거 내용 찾기)]
2. ↑  김한경, 교보증권 Mid-Small Cap Report 제이씨케미칼, Jun 14 , 2021
3. ↑  제이씨케미칼, 그린메탄올 선박에 국내 최초 바이오디젤 공급, 에너지플랫폼뉴스,  2023년 7월 17일
4. ↑  리서치알음 "제이씨케미칼, 유가 상승과 인니 수도이전 수혜..하반기 실적↑“, Fn뉴스, 2023년 8월 8일
5. ↑  제이씨케미칼 공모가 7천200원, 2011-07-25 MBN뉴스